# Mesochorus varianus
Mesochorus varianus là một loài tò vò trong họ Ichneumonidae.